# ハイポネックスジャパン
株式会社 ハイポネックスジャパン（HYPONeX JAPAN CORP.,LTD.）は、大阪府大阪市淀川区宮原に本社を置く園芸用肥料・園芸用品の輸入・販売などを行う企業である。1962年設立。「ジャパン」とつくが、外資系企業ではなく、純粋な日本企業である。海外支店もない。

## 概要
創業者の村上博太郎により、1962年に大阪で「丸和化学」として設立される。村上は大手化学企業に勤めていたが、大量の殺虫剤を販売することに疑問を抱いており、「虫も植物も自然の一つであり、それを殺すよりも、むしろ植物を強く育てるようにすれば、殺虫剤の必要性はなくなるのではないか」という思想のもと、退社し、同社の設立に踏み切る。
米・ハイポネックス社（現在はスコッツ・ミラクル・グローのブランドとなっている）の化学肥料の取り扱いを始め、その後、園芸が徐々に日本に定着してゆくと、同社の製品もホームセンターを中心に取り扱い率が徐々に上がり始める。現在では、ホームセンターの園芸コーナーで100%に近い確率で扱われている。
近年では新製品として、ミネラルを含んだ土壌改良材「植物のサプリ」を発売し、プレイステーション用ソフト「どこでもいっしょ」の登場キャラとして人気を集めた井上トロをキャラクタに起用してCM展開している（CMは公式HPから見ることが可能であったが、現在は公開終了）。
1983年に、旧社名の丸和化学から現社名に名前が変わるが、同社と米・スコッツ・ミラクル・グロー社の間に、資本・人材的関係は一切ない。

## 製品
- ハイポネックス原液
- リキダス
- マグァンプKシリーズ
- プロミックシリーズ
- 植物のサプリ

## イメージキャラクター
現在
- 尾形貴弘（パンサー）

過去
- チェリッシュ - 1992年
- 井上トロ -2007年より
- 辰巳琢郎
- 平手舞
- ダイアモンド☆ユカイ - 2014年4月より
- 翁長誠
- 森上千絵 - 新聞広告には倉本聰の書く詩が付く
- ANZEN漫才 - 2019年7月より

## 提供番組
現在
- ありがとう浜村淳です土曜日です（MBSラジオ、8時台『ありがとう芸能情報』2016年4月2日 - ）

過去
- 巨泉の使えない英語（ABC制作・テレビ朝日系列）
- 上沼恵美子のおしゃべりクッキング（ABC制作・テレビ朝日系列、ヒッチハイク・隔日15秒）
- スーパーモーニング（テレビ朝日）
- 爆報! THE フライデー（TBS）
- ありがとう浜村淳です（MBSラジオ、平日8時台・2015年3月2日 - 4月30日）
- 和風総本家（テレビ大阪制作・テレビ東京系列、2017年4月より9月まで、2018年4月より復帰）
- サタデープラス（MBSテレビ制作・TBS系列全国ネット・2020年4月より。同年度7月中旬降板） など